# إيزابيلا أميرة أورليان-براغانزا
إيزابيلا أميرة أورليان-براغانزا (بالفرنسية: Isabelle d'Orléans-Bragance)‏ (13 أغسطس 1911 - 5 يوليو 2003) هي والده كلا من ديانا، دوقة فورتمبيرغ والأميرة آن، دوقة كالابريا.